# Калорифер

Калори́фер (англ. calorifer, space heater, air heater; нім. Heizapparat m, Heizkörper m, Kalorifer m) — теплообмінний апарат (пластинчастий, з гладеньких труб тощо), в якому повітря нагрівається теплоносієм через поверхню, що їх розділяє.
Застосовується для нагрівання повітря в системах повітряного опалення, вентиляції та сушіння. Зокрема застосовується для підігріву свіжого повітряного потоку, що подається в шахту в холодну пору року. Там же, де нагрівач встановлюється в зонах підвищеної небезпеки, потрібна установка вибухозахищених канальних нагрівачів[джерело?].
За принципом передачі теплової енергії розрізняють електричні і водяні (підключається до системи центрального опалення) канальні нагрівачі. Залежно від конфігурації і перетину вентиляційної системи використовують повітронагрівачі прямокутної і круглої форми.